# Z Coronae Australis
Z Coronae Australis är en pulserande variabel av Mira Ceti-typ (M) i stjärnbilden Södra kronan.
Stjärnan varierar mellan visuell magnitud +11,09 och svagare än 15,4 med en period av 303 dygn.